# Dirty Vegas
Dirty Vegas ist ein britisches House-Trio aus London, bestehend aus Ben Harris, Paul Harris (die beiden sind nicht miteinander verwandt) und Steve Smith. Die Band ist vor allem für ihren Hit „Days Go By“ bekannt, für den sie 2003 einen Grammy Award gewann.

## Bandgeschichte
Die Debütsingle Days Go By erschien 2001 und erreichte die Top 30 in den britischen Singlecharts. Sie wurde 2002 noch einmal neuveröffentlicht und kam schließlich in die Top 20. In den Vereinigten Staaten wurde die Single durch einen TV-Werbespot für den Mitsubishi Eclipse bekannt. 2003 wurde der Song mit dem Grammy Award for Best Dance Recording ausgezeichnet. 
Die Band veröffentlichte 2002 und 2004 zwei Alben, bevor sie sich 2005 trennte. Nach der Trennung produzierte Steve Smith ein Soloalbum namens This Town, das im Februar 2008 erschien. 2008 kam die Band wieder zusammen, um gemeinsam neue Songs zu produzieren. Im April 2011 erschien letztlich das dritte Studioalbum Electric Love.

## Diskografie

### Alben
- 2002: Dirty Vegas
- 2004: One
- 2011: Electric Love
- 2015: Photograph

### Singles
- 2001: Days Go By
- 2002: Ghosts
- 2003: Simple Things
- 2004: Walk Into the Sun
- 2008: Pressure
- 2009: Changes
- 2009: Tonight
- 2011: Electric Love
- 2011: Changes
- 2011: Little White Doves
- 2012: Emma
- 2014: Let the Night

## Auszeichnungen für Musikverkäufe
| Goldene Schallplatte - Italien - 2014: für die Single Let the Night |

Anmerkung: Auszeichnungen in Ländern aus den Charttabellen bzw. Chartboxen sind in ebendiesen zu finden.
| Land/RegionAuszeichnungen für Musikverkäufe (Land/Region, Auszeichnungen, Verkäufe, Quellen) | Silber  | Gold     | Platin | Verkäufe | Quellen   |
| -------------------------------------------------------------------------------------------- | ------- | -------- | ------ | -------- | --------- |
| Italien (FIMI)                                                                               | —       | Gold1    | —      | 15.000   | fimi.it   |
| Vereinigte Staaten (RIAA)                                                                    | —       | Gold1    | —      | 500.000  | riaa.com  |
| Vereinigtes Königreich (BPI)                                                                 | Silber1 | —        | —      | 60.000   | bpi.co.uk |
| Insgesamt                                                                                    | Silber1 | 2× Gold2 | —      |          |           |